# Compagnies nomades d'Algérie
Les compagnies nomades d'Algérie étaient des formations indigènes de l'armée française durant la guerre d'Algérie. Constituées en 1955, elles furent dissoutes à l'arrêt des hostilités en 1962.

## Création et différentes dénominations

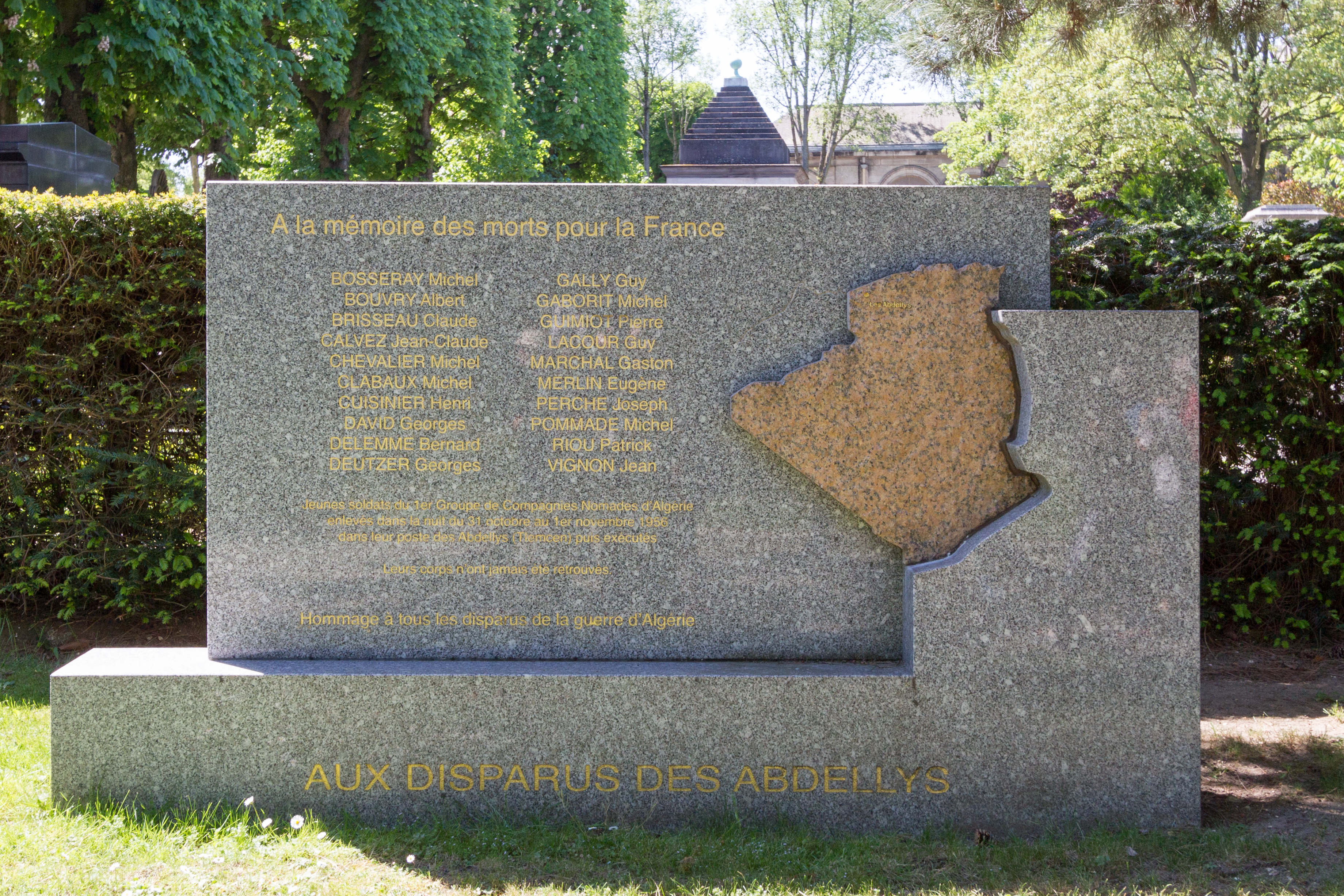
Monument aux disparus des Abdellys au cimetière du Père-Lachaise (88e division).

- 1955 : 1er Groupe de Compagnies Nomades d'Algérie (1re, 2e et 3e CNA) avec le support du 2e RTA à Oran.
- 1955 : 2e Groupe de Compagnies Nomades d'Algérie (4e, 5e et 6e CNA) avec le support du 9e RTA à Miliana.
- 1955 : 3e Groupe de Compagnies Nomades d'Algérie (7e, 8e et 9e CNA) avec le support du 1er RTA à Blida, 2e RTA à Oran et 3e RTA à Constantine.
- 1955 : 4e Groupe de Compagnies Nomades d'Algérie (10e, 11e et 12e CNA) avec le support du 2e RTA à Oran et 9e RTA à Miliana.
- 1955 : 13e, 14e,15e et 16e CNA (compagnies à cheval) avec le support des spahis à Aïn-Sefra, Djelfa, Messaâd et El Oued.
- 1962 : dissolution des CNA.

## Sources et bibliographie
- Serge Bollé, La Voix du Combattant, décembre 2012.